# Дубинянская, Яна Юрьевна
Я́на (Татья́на) Ю́рьевна Дубиня́нская (родилась 21 августа 1975 года в городе Феодосия, Крым, УССР) — украинская писательница, журналистка.

## Биография
Родилась в семье студентов Симферопольского государственного университета, позже ставших его сотрудниками. Детские и ранние юношеские годы провела в Симферополе, но каждое лето проводила на море, которое нашло отражение во многих произведениях писательницы. Писать начала в 13 лет.
С 1990 по 1994 годы училась в Крымском художественном училище имени Самокиша, затем два года работала по специальности (художницей в театре, вела изостудию, рисовала портреты на набережных в курортный сезон), провела четыре персональные выставки. Устроилась на работу в газету «Кримська світлиця», а в 1996 году поступила на факультет журналистики во Львовском государственном университете имени Ивана Франко, откуда в 1998 перевелась в Киевский институт журналистики (окончила с отличием в 2001 году). После переезда в Киев начала достаточно активно публиковаться в периодических изданиях на русском и украинском языках.
В 1999 году стала лауреатом литературного конкурса от издательства «Смолоскип», в результате чего опубликовала дебютный сборник повестей и рассказов «Три дні у Сиренополі».
В 2000 году вышла замуж, родила сына Алексея (2000 - 2021) и закончила первый роман «Лестничная площадка».
В 2001 году поступила на работу в газету «Зеркало недели» и окончила второй роман «Финал новогодней пьесы». Третий роман получил название «За горизонтом сна».
В 2022 году опубликовала рассказы «Весна» и «Взрыв» в сборнике «Спасатели».

## Черты творчества
Произведениям Яны Дубинянской свойственны лаконичность, динамизм, напряжённый сюжет, неожиданные и парадоксальные концовки, яркость характеров. Иностранные имена персонажей и топонимы создают атмосферу экзотичности и условности. Фантастическая составляющая обычно служит продвижению сюжета, придаёт произведениям сказочную или мистическую окраску произведения, но иногда отсутствует.